# Impasse Ronsin
Impasse Ronsin är en återvändsgata i Quartier Necker i Paris femtonde arrondissement. Gatan är uppkallad efter den franske konstsnickaren Jean-Baptiste-Alfred Ronsin (1816–1881), som här ägde mark. Impasse Ronsin börjar vid Rue de Vaugirard 150.
Den 31 maj 1908 ägde ett dubbelmord, kallat Affaire Steinheil, rum på Impasse Ronsin 6 bis. Marguerite Steinheils make Adolphe Steinheil och hennes styvmor påträffades strypta till döds. Marguerite Steinheil misstänktes ligga bakom morden, men hon friades i domstol i brist på bevis.

## Omgivningar
- Saint-Jean-Baptiste-de-La-Salle
- Chapelle Saint-Bernard-de-Montparnasse
- Chapelle Notre-Dame-du-Lys
- Impasse de l'Enfant-Jésus
- Rue Dalou
- Rue Dulac

## Bilder
| - Villa Steinhel vid Impasse Ronsin 6 bis. - Gatuskylt. - Saint-Jean-Baptiste-de-La-Salle. |

## Kommunikationer
- Tunnelbana – linje  – Falguière
- Busshållplats Hôpital des Enfants Malades – Paris bussnät